# 米本直史
米本 直史（よねもと なおふみ、1992年10月9日 - ）は、大阪府出身の日本の俳優。

## 人物
- メインキャストプロダクション所属
- 血液型はO型
- 趣味は舞台鑑賞、スポーツ観戦
- コーヒー、スイーツ好き
- 秋田雨雀・土方与志記念青年劇場附属養成所 2014年3月卒
  - 『ら抜きの殺意』養成所中間発表公演（2013年12月青年劇場スタジオ結）
  - 『ハムレット』養成所卒業公演（2014年3月青年劇場スタジオ結）

（“米本直史ブログ”. 2014年9月16日閲覧。、“青年劇場付属養成所「第43期生」”. 2014年9月16日閲覧。）

## 出演

### 舞台
- 『トーマの心臓』 アル役 劇団Studio Life公演（2014年5〜6月紀伊国屋ホール、2014年7月梅田芸術劇場シアタードラマシティ）
- 『マクベス』 ロス役 タイプスプロデュース公演（2014年9月）
- 『十二人の怒れる男』 陪審員1番（陪審員長）役 タイプスプロデュース公演（2014年10月,12月）
- 『地方協力本部おせわさん』 タイプスプロデュース公演（2014年11月）
- 『ハムレット』 フォーティンブラス役 タイプスプロデュース公演（2015年1月 座・高円寺2）
- 『シャンブル・マンダリン』 兵士役 タイプスプロデュース公演（2015年4月 座・高円寺2）
- 『ロミオとジュリエット』 ロミオ役 タイプスプロデュース公演（2015年5月）